# Pesničky pre (ne)poslušné deti
Pesničky pre (ne)poslušné deti je album Mira Jaroše věnován dětem. Obsahuje devět původních nahrávek a jednu cover verzi - Plyšový psík od Dary Rolins z roku 1986.
Po úspěchu dětských motivačních knížek: Čisté rúčky (2013), Čarovné slovíčka (2014), Na ceste (2014) a Pri stole (2014) Miro ohlásil vydání dětského CD ve svém vydavatelství Galgan Music. Okamžitě po vydání se dostal na první příčky v prodejnosti a za první tři měsíce prodeje získal ocenění Zlatá platňa.

## Seznam skladeb
Autorem skladeb Miro Jaroš, Marek Danko, Martin Šenc, Randy Gnepa.
1. „Dobré ráno, vstávame“
2. „Čisté rúčky“
3. „Ham ham stájl“
4. „Pri stole“
5. „Plyšový psík“
6. „Veľké upratovanie“
7. „Na ceste“
8. „Každý má rád zvieratká“
9. „Čarovné slovíčka“
10. „Vločka“